# Luis MacGregor Krieger
Luis Alberto MacGregor Krieger (Ciudad de México, 7 de agosto de 1918–Ciudad de México, 20 de febrero de 1997) fue un arquitecto mexicano.

## Biografía
Hijo del arquitecto Luis MacGregor Cevallos. También es abuelo del arquitecto mexicano Augusto Rodelo MacGregor. Fue profesor por un período en la Universidad Iberoamericana de la Ciudad de México y de la Escuela Nacional de Arquitectura. Uno de sus primeros proyectos fue el diseño y construcción del pequeño museo de la zona arqueológica de Cuicuilco, al sur de la misma ciudad, que aún se mantiene en pie y funciona en la actualidad.
Su estilo arquitectónico predominante fue el modernista, con muchas influencias de sus contemporáneos durante el movimiento de mediados de siglo en todo el mundo. Su tesis universitaria consistió en el diseño de un nuevo Museo Nacional de Arqueología e Historia Natural de México, que en aquella época fue una idea y un diseño muy innovadores. Antes de su tesis, todos los artefactos arqueológicos y grupos de estudio en México se encontraban en varios almacenes, museos e instalaciones gubernamentales dispersos por todo el país sin un sistema de organización o edificio adecuado. Su tesis revolucionó y desencadenó los esfuerzos para crear dicha institución en la Ciudad de México.

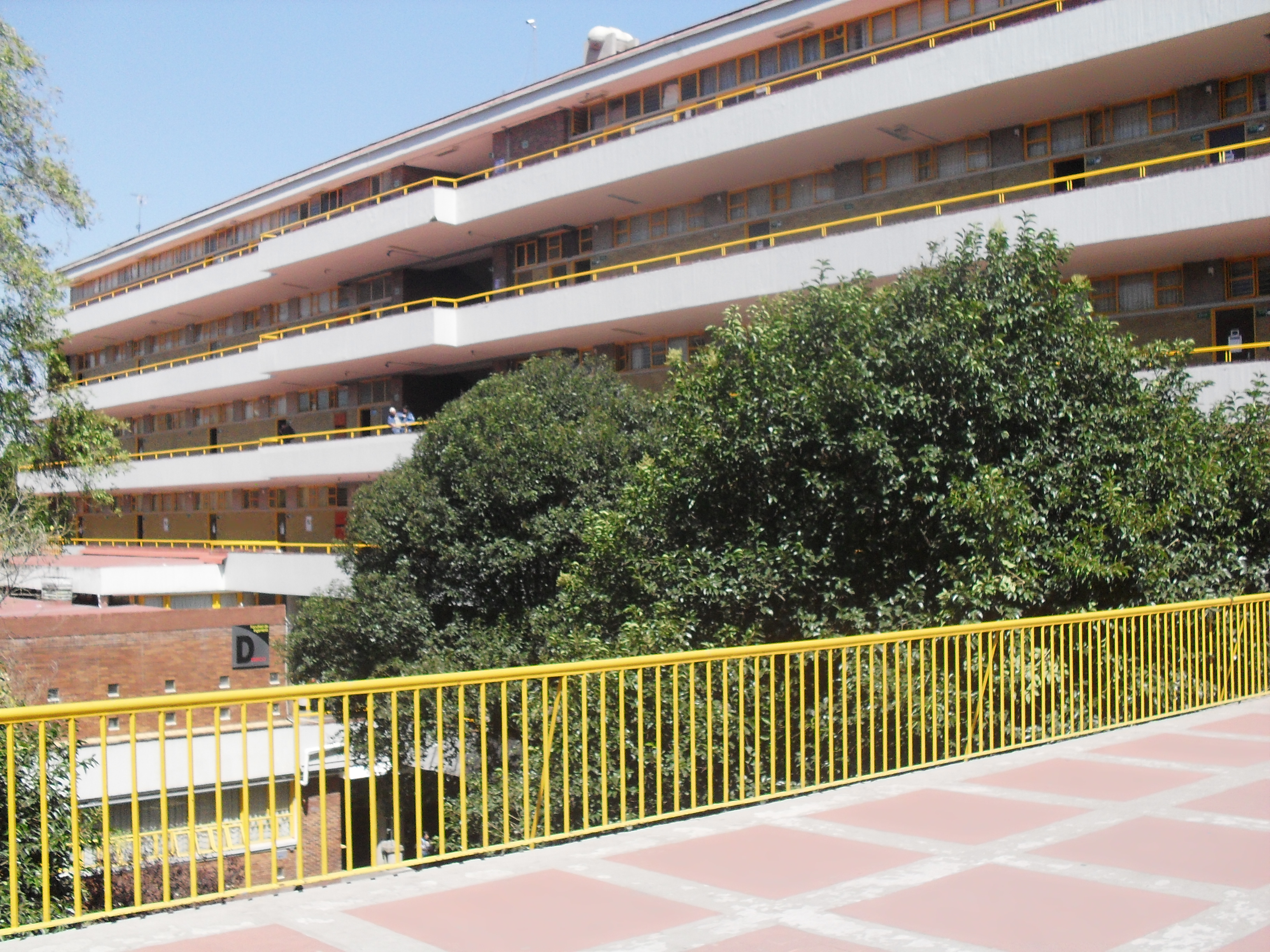
Facultad de Ingeniería (UNAM) en la Ciudad Universitaria, Ciudad de México

## Obras
- Facultad de Ingeniería (UNAM)[6]en la Ciudad Universitaria, Ciudad de México (colaboración con Francisco J. Serrano y Fernando Pineda), 1953.[7][8]
- Edificio Centro Olímpico (1967-8, junto con Francisco J. Serrano y Fernando Pineda), posterior sede de Aeroméxico, derribado 2018, Paseo de la Reforma 445, Ciudad de México.[9][10] Está previsto que sea demolido en 2017.[11]
- Aeropuerto Internacional General Servando Canales [12][13] en Matamoros, Tamaulipas.
- Museo de Sitio de Cuicuilco.[14]
- Parque Agrícola de la Ciudad de México (plano, 1930), Ciudad de México.
- Hospital Central Militar México (1940).
- Un jardín del Castillo de Chapultepec en el que se ubica una escultura, La Madre Patria, conmemorativa de los Niños Héroes (1924; escultor Ignacio Asúnsolo).
- Campamento y Museo de Palenque.
- (Libro) Huejotzingo : La ciudad y el monasterio franciscano (1934).
- (Libro) Actopan (1955).